# サドーザイ部族 (パシュトゥーン人)
- ポーパルザイ
- ポパルザイ

サドーザイ族、ポーパルザイ族 (パシュトー語: پوپلزی, 英語: Popalzai, Popalzay) は、主にアフガニスタン南部（カンダハール州）とパキスタンに生活圏を持つ民族である。
ジラック族に大別される。また、その一部は、オセアニアやヨーロッパ、北アメリカなどにも生活域を広げている。アフガニスタン紛争により、生活域をアフガニスタンとパキスタンに分断されたこの民族による他の民族との対立により9.11テロなどを引き起こされている。

## 著名な人物
- アフマド・シャー・ドゥッラーニー、ドゥッラーニー帝国の創設者
- ハーミド・カルザイ、2001年から2014年のアフガニスタン大統領
- アブドゥル・ガニ・バラダル、ターリバーンの共同創設者兼副リーダー[4]
- アフマド・ワリー・カルザイ（英語版）
- ジャン・ムハンマド・カーン
- ウミド・パーパルザイ（英語版）
- ナイム・プーパル